# Turośń Kościelna (gemeente)
De gemeente Turośń Kościelna is een landgemeente in het Poolse woiwodschap Podlachië, in powiat Białostocki.
De zetel van de gemeente is in Turośń Kościelna.
Op 30 juni 2004 telde de gemeente 5253 inwoners.

## Oppervlakte gegevens
In 2002 bedroeg de totale oppervlakte van gemeente Turośń Kościelna 140,3 km², waarvan:
- agrarisch gebied: 62%
- bossen: 24%

De gemeente beslaat 4,7% van de totale oppervlakte van de powiat.

## Demografie
Stand op 30 juni 2004:
| Omschrijving                   | Totaal | Totaal | Vrouwen | Vrouwen | Mannen | Mannen |
| ------------------------------ | ------ | ------ | ------- | ------- | ------ | ------ |
| eenheid                        | aantal | %      | aantal  | %       | aantal | %      |
| inwoners                       | 5253   | 100    | 2647    | 50,4    | 2606   | 49,6   |
| bevolkingsdichtheid (inw./km²) | 37,4   | 37,4   | 18,9    | 18,9    | 18,6   | 18,6   |

In 2002 bedroeg het gemiddelde inkomen per inwoner 1424,7 zł.

## Plaatsen
Baciuty, Baciuty-Kolonia, Barszczówka, Bojary, Borowskie Cibory, Borowskie Gziki, Borowskie Michały, Borowskie Olki, Borowskie Skórki, Borowskie Wypychy, Borowskie Żaki, Chodory, Czaczki Małe, Czaczki Wielkie, Dobrowoda, Dołki, Drozdy, Drugie Piećki, Iwanówka, Juraszki, Lubejki, Markowszczyzna, Niecki, Niewodnica Korycka, Niewodnica Kościelna, Ogrodniczki, Pierwsze Piećki, Pomigacze, Reki, Reńszczyzna, Stoczki, Tołcze, Topilec, Topilec-Kolonia, Trypucie, Turośń Dolna, Turośń Kościelna, Zalesiany, Zawady.

## Aangrenzende gemeenten
Choroszcz, Juchnowiec Kościelny, Łapy, Suraż